# Општина Раполту Маре (Хунедоара)
Раполту Маре (рум. Rapoltu Mare) општина је у Румунији у округу Хунедоара.
Oпштина се налази на надморској висини од 284 m.